# Blocul Carlton

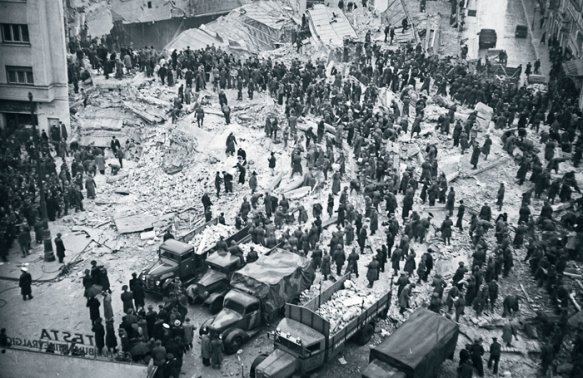
Operațiuni de salvare a victimelor din Blocul Carlton

Blocul Carlton a fost un bloc de locuințe din București, România. Având o înălțime de 47 metri, a fost cel mai înalt bloc din orașul interbelic, până la distrugerea sa în urma  cutremurului din 10 noiembrie 1940. 
Blocul Carlton din București, inaugurat în 1936, se afla între Piața Universității și Piața Romană, la intersecția bulevardul Bălcescu cu strada Ion Câmpineanu. Blocul avea 14 niveluri, iar la parter erau magazine precum și o sală de cinema. Clădirea fusese proiectată cu structură portantă din beton armat, de arhitecții George Matei Cantacuzino și Vasile Arion, construcția fiind realizată de antrepriza fraților Karl și Leopold Schindl. Calculele structurii de beton armat ce conferea rezistența clădirii au fost efectuate de ing. Franz Schüssler.
Fațada dinspre bulevardul Brătianu însuma parterul plus 9 etaje, iar aripa dinspre strada Regală se compunea din parter plus 6 etaje; turnul din colțul clădirii era constituit din parter, 12 etaje și pod. Deși era o construcție nouă, inaugurată cu doar 4 ani înainte, considerat o minune a arhitecturii din perioada interbelică, blocul Carlton, alcătuit din 96 de apartamente în care locuiau 226 de persoane, s-a prăbușit în timpul cutremurului din data de 10 noiembrie 1940.
Un martor ocular ce se afla pe bulevardul Bălcescu colț cu strada Batiștei spune cum a văzut blocul Carlton balansându-se amenințător în toate sensurile. În fiecare secundă oscilațiile dezordonate se amplificau într-un mod alarmant. Când înclinarea laterală s-a accentuat peste măsură, partea superioară a turnului s-a desprins din structură, prăvălindu-se cu zgomot infernal pe caldarâm. Apoi blocul s-a turtit ca o armonică, etajele tasându-se unele în altele.
Generalul Ion Antonescu și Horia Sima au fost „la locul unde s-a dărâmat blocul Carlton interesându-se de stadiul lucrărilor de salvare”.